# Lyckebyån (Algutsboda socken, Småland, 629131-148111)
Lyckebyån är en sjö i Emmaboda kommun i Småland och ingår i Lyckebyåns huvudavrinningsområde.